# Elsie Thompson
Elsie M. Thompson, geboren als Elsie M. Calvert (Beaver Falls (Pennsylvania), 5 april 1899 - Clearwater (Florida), 21 maart 2013), was een Amerikaanse supereeuwelinge.
Thompson werd geboren in 1899, groeide op in Pittsburgh en huwde in 1921 met Ronald L. Thompson, die in 1986 overleed. Na het overlijden van de 114-jarige Mamie Rearden op 2 januari 2013 werd aangenomen dat ze de oudste Amerikaanse was. In 2014 werd echter de leeftijdsclaim van Gertrude Weaver erkend, waardoor zowel Thompson als Rearden postuum hun titel als oudste Amerikaanse moesten inleveren. Thompson overleed uiteindelijk slechts 15 dagen vóór haar 114e verjaardag.